# الويس موسيل

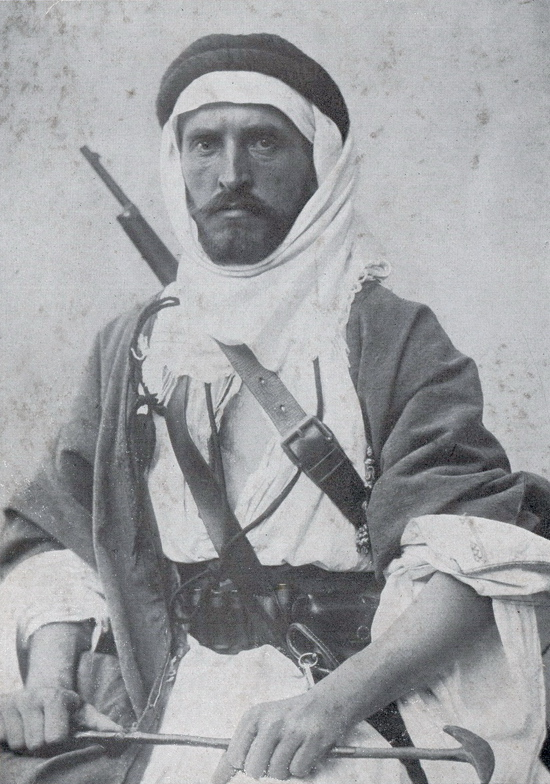
الويس موسيل عام 1901

## مقدّمة
الويس موسيل أو ألوا موسيل (بالإنجليزية: Alois Musil)‏ (30 يونيو، 1868 - 12 أبريل، 1944)، أحد مستشرقي الإمبراطورية النمساوية المجرية، أستاذ جامعي وأحد مشاهير الرحالة الأوربيين الذين قاموا بزيارة الجزيرة العربية في أواخر القرن التاسع عشر وبداية القرن العشرين. أكتشف في عام 1898 قصور بني أمية الصحراوية.
عاش في بلاد الشام وشمال شرق شبه الجزيرة العربية ووسطها ، كمستشرق ومدرس وباحث جغرافي واجتماعي وسياسي ، حيث خالط البدو من سنة 1908 م إلى سنة 1914 م مثل الشرارات شمر والعقيدات إلى ولد سلمان وولد علي والحويطات وبني صخر، ولكنه استقر عند الرولة وحمل اسم الشيخ موسى الرويلي ،وقد جال مع ال الشعلان في اغلب مضاربهم ، ليصنف دراسته تحت عناوين عدة مثل شمال نجد وشمال الحجاز واخلاق الرولة وعاداتهم ومرتفعات وتضاريس بلاد الشام، وقد جمعتها الكاتبة الأمريكية كاترين رايت في نيويورك سنة 1928 م، ذكرته جامعة القديس يوسف في بيروت بانه كان أحد أهم محاضريها سنة 1902م، وجامعة اللاهوت بالقدس 1904 م، اصدرت الحكومة التشيكية طابع حمل اسمه سنة 2008 تكريما لمجهوداته كونه تشيكي الأصل نمساوي الجنسية.

## السيرة الذاتيّة
ولد ألويس في ريشتاروف (Rychtářov) قرب مدينة (Vyškov) في عائلة من الفلاّحين الفقراء، و درس اللاهوت كي يصبح كاهنا. بعد إنقطاع في دراساته، ينهيها في عام 1895. وقد أصيب بداء رئوي حاد.
يدرس موسيل الكتاب المقدّس في معهد اللاهوت في القدس و لكنه يوقف دراسته بعد أربعة عشر شهرا. يسافر إلى بيروت و إلى أماكن أخرى في الشرق الأوسط إلى عام 1917، جامعا عددا كبيرا من المواد العلميّة. من بين إكتشافاته نذكر القصر الصحراوي لقصير عمرة، و الذي يرجع تاريخه للقرن الثامن محتويا على رسومات إسلاميّة.
حرص موزيل بين كلّ سفرة و تاليها على العمل على منشوراته و مؤتمراته. في عام، 1902، يصبح أستاذا في كليّة اللاهوت في جامعة بالاسكي (Palacký) في أولوموك (Olomouc) و في عام 1909 يدرّس هذه المادّة في جامعة فيين. بالإضافة لبعض اللغات الحديثة و الكلاسيكيّة، أتقن موزيل اللغة العربين و 35 لهجة من لهجاتها.
يتم إرسال موسيل إبان الحرب العالميّة الأولى إلى الشرق الأوسط كي يكون عائقا أمام المحاولات البريطانيّة لتحريض ثورة في تركيّا و يقف بذلك ضد ت.ه.لورانس (« لورانس العرب »).
بعد الحرب، يعود موزيل في عام 1920 إلى جامعة شارل في براغ، و ذلك رغم الأصوات الإحتجاجيّة ضد صلاته مع الملوكيّة التي تمّ إسقاطها. في عام، 1927، يؤسّس فيها المعهد الشرقي للدراسات العلميّة (Orientální ústav Akademie Věd).
تعاون موزيل مع الصناعي الأمريكي شارل ر. كراين، الذي يعاونه في طبع أعماله باللغة الإنكليزيّة. و قد طبع موسيل أيضا سردا لسفراته و 21 راوية للنشء.
يتابع موسيل عمله في جامعة شارل إلى عام 1938، و يستمر بنشاطه حتّى وفاته نتيجة ضعف كلوي و رئوي في 12 نيسان (أبريل) من عام 1944 في أوتريبي (Otryby) قرب تشيسكي شتيرنبرك (Český Šternberk).

## روابط خارجية
- الويس موسيل على موقع الموسوعة البريطانية (الإنجليزية)